# Trichoplusia anargyra
Trichoplusia anargyra là một loài bướm đêm trong họ Noctuidae.